# Les Vignes mortes

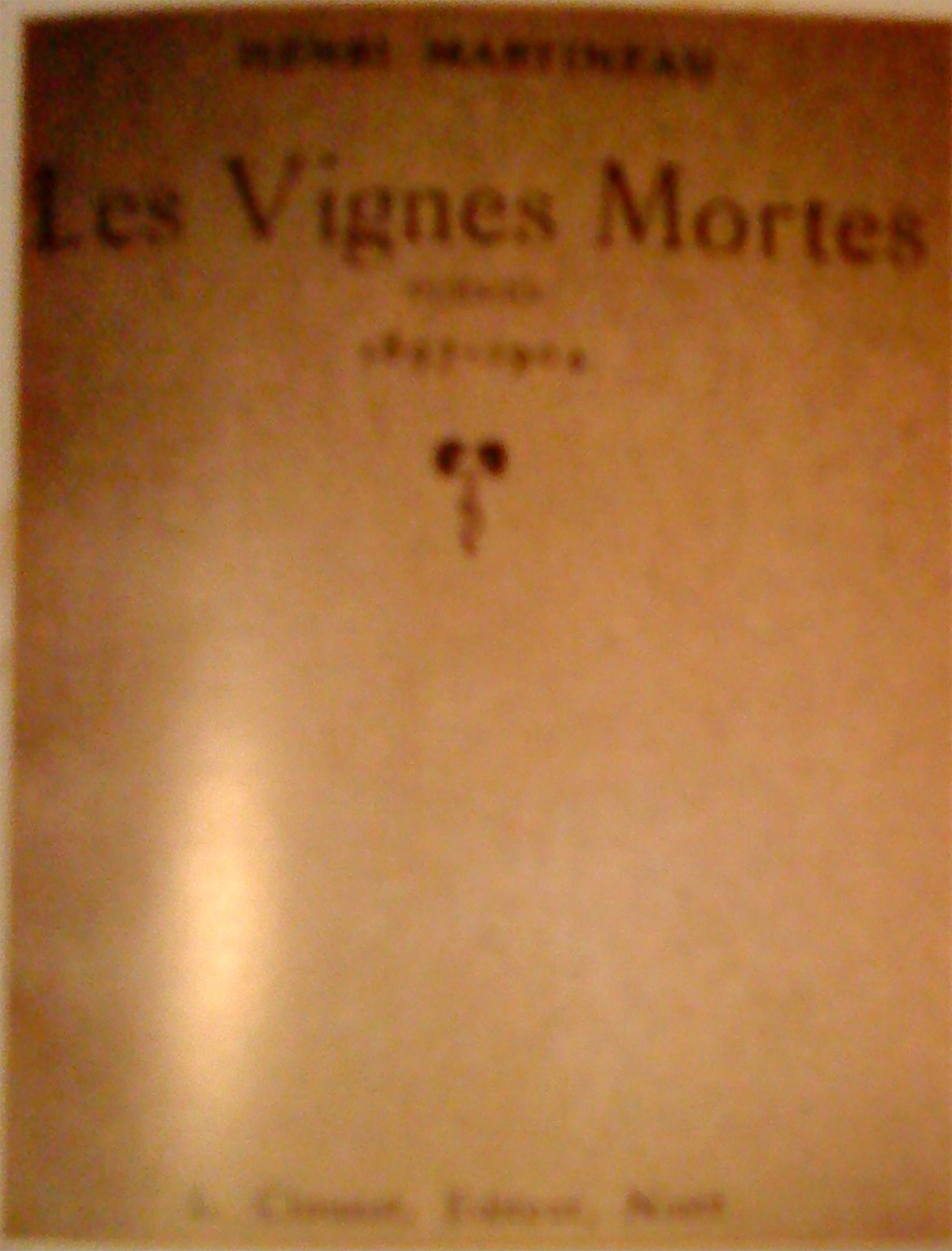
Couverture du recueil.

Les Vignes mortes est un recueil de poésies de Henri Martineau publié à Niort en 1905.

## Extrait
« Et bientôt j'oubliai les tortueuses rues
Qui descendent du bourg aux prés mouillés et frais
Et les ormes rugueux de la longue avenue
Où s'ébattent le soir les merles et les geais. »